# Bernat Juan Juan
Bernat Juan Juan (Andratx, 1897 - Palma, 1974) fou un metge mallorquí.
Es va llicenciar en medicina per la Universitat de Barcelona (1921). S'especialitzà en anàlisis clíniques i microbiologia. Va ser director (1932-1967) del Laboratori Municipal de Palma i fundador (1946) de l'Associació Nacional de Metges Especialistes en Anàlisis Clíniques. Col·laborà al "Boletín del Colegio Oficial de Medicos de Baleares". Signà la Resposta als catalans. Va ser president (1937-1940) del Col·legi Oficial de Metges de Balears.